# Reichsführer-SS
Reichsführer-SS fue el máximo rango militar de todas las SS (Schutzstaffel) junto a las Allgemeine SS y las Waffen-SS, existente entre los años 1925 y 1945. Es un término en alemán que significa "líder de las SS del Reich". Este grado jerárquico fue utilizado exclusivamente para denominar al comandante en jefe de las SS. Entre 1925 y 1933, Reichsführer-SS fue simplemente un título, pero desde 1934 se convirtió en el más alto rango de las SS.

## Definición

Galón de Reichsführer-SS.

El grado de Reichsführer-SS era a la vez un título y grado único para una sola persona. El título de Reichsführer fue establecido en 1926 por Joseph Berchtold. Berchtold, sucesor de Julius Schreck, nunca se refirió a sí mismo como “Reichsführer”, pero el título se aplicó con carácter retroactivo en los años posteriores. En enero de 1929, Heinrich Himmler se convirtió en Reichsführer-SS refiriéndose a sí mismo por su título en vez de su habitual rango. Esto sentó un precedente para que el comandante general de las SS se denominara Reichsführer-SS. 
En 1934, el título de Himmler pasó a ser un rango real después de la noche de los cuchillos largos. A partir de ese momento, Reichsführer-SS se convirtió en el más alto grado de las SS, siendo considerado como el equivalente de un generalfeldmarschall (mariscal de campo) del Heer (Ejército alemán). Al tiempo que la posición y la autoridad de Hitler crecían en la Alemania nacionalsocialista, también lo hizo la importancia de su rango. Nunca hubo más de un Reichsführer de forma simultánea en las SS, desde que Himmler obtuvo su título personal en 1929 se convirtió en su rango y cargo a partir de 1934 hasta su destitución en 1945.

## Funciones

Emblemas de cuello para la jerarquía de Reichsführer-SS, entre 1933 y 1945.

Como el oficial de más alto rango de las SS, el Reichsführer-SS en efecto ocupó numerosos puestos de relevancia y ejerció un enorme poder personal. A todos los efectos, se convirtió en el responsable de toda la seguridad interna y policial del Tercer Reich. Fue también el supervisor de los campos de concentración (a través de la SS-VT) y de los Einsatzgruppen (a través de la RSHA). Por esta época su influencia tanto en la política interior como exterior se vio claramente reforzada, dado que el Reichsführer solo respondía directamente ante Hitler y sus acciones veían contrarrestadas otras decisiones. Esto significaba que el Reichsführer-SS tenía libertad de acción para aplicar sus propias decisiones.
No obstante, es difícil separar las funciones propias del organismo de las funciones ejercidas de facto. Hacia el 20 de abril de 1934, Himmler en su puesto como Reichsführer-SS, ya controlaba el Sicherheitsdienst (SD) y la Gestapo. El 17 de junio de 1936 Himmler fue nombrado jefe de toda la Policía alemana, lo que implicaba que toda la policía uniformada (OrPo) y la policía criminal (KriPo) de Alemania quedaba bajo su control. En este último rol, nominalmente se encontraba subordinado al ministro del interior, Wilhelm Frick. Tampoco está claro cuántos de esos poderes realmente eran competencia del Reichsführer-SS y de su departamento. Aun así, Himmler actuó en la mayoría de ocasiones sin tener en cuenta a Frick y después de 1943, cuando Himmler se convirtió Ministro del Interior, esta teórica subordinación desapareció completamente.
También resulta difícil definir con precisión las funciones y responsabilidades completas del Reichsführer-SS más allá de las de ser el líder y miembro de más alto rango de las SS, dado que, en palabras del historiador Martin Windrow, "hacia el comienzo de la guerra mundial habría sido imposible definir con exactitud el papel que todo el organismo de las SS tenía dentro del Estado alemán".

## Comandantes en jefe de las SS
En total, cinco personas ostentaron el título de Reichsführer-SS en la historia de la Alemania nacionalsocialista y de las SS durante los veinte años de su existencia. Tres personas tuvieron el cargo de Reichsführer solo como un título, mientras que dos lo ostentaron como un rango de las SS:
- Julius Schreck (1925-1926)
- Joseph Berchtold (1926-1927)
- Erhard Heiden (1927-1929)
- Heinrich Himmler (1929-1945)
- Karl Hanke (1945)[8]

Karl Hanke fue nombrado Reichsführer-SS (comandante en jefe de las SS) por Adolf Hitler en su testamento político el 29 de abril de 1945 en sustitución de Himmler, pero no supo de su ascenso hasta principios de mayo, poco antes del final de la contienda, siendo al poco tiempo capturado el 6 de mayo por partisanos checoslovacos. Hanke murió el 8 de junio de 1945 cuando intentaba escapar de un campo de prisioneros de guerra.
Hay historiadores que han especulado que Reinhard Heydrich podría haber conseguido el rango de Reichsführer-SS, si Himmler eventualmente hubiera sido asesinado o destituido de su cargo a comienzos de la Segunda Guerra Mundial, y de hecho, Heydrich fue visto a menudo como el heredero de Himmler por los altos líderes de las SS. Sin embargo, en una función diplomática en Italia en 1941, se informó que Heydrich declaró que no tenía ningún deseo de suceder a Himmler.